# Wimereux
Wimereux är en kommun i departementet Pas-de-Calais i regionen Hauts-de-France i norra Frankrike. Kommunen ligger i kantonen Boulogne-sur-Mer-Nord-Ouest som tillhör arrondissementet Boulogne-sur-Mer. År 2022 hade Wimereux 6 307 invånare.

## Befolkningsutveckling
Antalet invånare i kommunen Wimereux
| Referens: INSEE |